# インリン
インリン（Yinling、垠凌、1976年2月15日- ）は、台湾台北市出身のグラビアアイドル、女優、タレント、歌手、アーティスト。2009年頃まで主に日本において活動した。歌手としてはビクターエンタテインメント所属。旧芸名は、インリン・オブ・ジョイトイ（Yinling of Joytoy）。

## 人物・経歴
台湾で生まれ、10歳の時に家族と来日。以後は日本で過ごし、桜美林短大時代に読者モデルを経験し、グラビアの世界に足を踏み入れると「エロテロリスト」を自称。セミヌードであるが、写真集等での過激な衣装やM字開脚が話題となる。着衣でのM字開脚も有名。
かつてはインリン・オブ・ジョイトイの芸名で活動。「ジョイトイ」とはКуратанов（クラタノフ: 写真家・作詞作曲家）とインリンが結成したユニットの名前である。つまり、インリン・オブ・ジョイトイとは「ジョイトイプロジェクトの一員であるインリン」という意味。ユニットとしては、独自の世界観を有し、写真・映像や音楽による表現活動を展開する。
本名は顔 垠凌（イェン・インリン、Yan Yinling）。彼女は台湾本省人である。父はカメラマンで、実家は写真館を経営していた。俳優の金城武とは台北市内の同じマンションに住んでいた幼馴染で、小さい頃からドッジボールなどをして遊んでいた。金城武も金城武の兄も昔からカッコよく近所でも目立っていたが、ちょっと崩れた人がタイプのインリンは、金城武ではなく同じマンションの別の人を好きになってしまい、インリンが相手にされていなかったわけではないという。
性格はドSである。普段よく聴く音楽は、Kiroro、B'z、ORANGE RANGE。アヒル口である。
- 2008年9月27日 かねてより交際中のハッスルの元社員・デザイナーの藤原勇人[9] と結婚。
- 2010年7月16日 第1子となる男の子を出産したと自身のブログで報告。
- 2012年4月5日 台湾式リラクゼーションサロンをオープン[10]。
- 2013年12月9日 第2子と3子となる女の子と男の子の双子を出産[11]。
- 2015年9月11日放送 「ダウンタウンなう」（フジテレビ）にて、久しぶりにテレビ出演をした[12]。
- 2016年3月15日 中華民国（台湾）のプロダクション「英里有限公司」への移籍、ユニット「JOYTOY」からの脱退、芸名を「インリン」へ改名することを発表[3]。

結婚後の現在は、家族と故郷の台湾に移り住み、主婦業と子育てを優先している（リラクゼーションサロンは双子の出産後に閉鎖）ため、芸能活動は不定期で行っており、主に育児日記等のブログの更新やYouTubeでの活動（インリンちゃんねる）を続けている。
美容の台湾国家資格及び国家調理師資格も取得。

## アーティスト活動
2004年、「金門芸術館-18の個展」 で、作品「Let Lovemaking Lead the World Towards Peace」 発表。
2009年、「別府現代芸術フェスティバル2009 混浴温泉世界」で作品発表。

## タレント活動
- 出演していた『愛のエプロン』シリーズでは常に順位が低く最下位になったことも多々あるなど料理が大の苦手だったが、ゴールデンの後期になってからは上エプレベル以上まで料理の腕を上げていた。前述のとおり、結婚後に母国台湾で国家調理師資格を取得している。
- アニメ『アークエとガッチンポーてんこもり』では、チェルシー役で声優に挑戦している。
- 2007年、サンテレビほか関東と関西の独立UHF局で放送されたお色気番組『インリンのM時ですョ!』で初の司会を務める。
- 一時期、吉岡美穂や榎木らんの3人で「ミイラン」（ミ＝美穂、イ＝インリン、ラン＝榎木らん）という期間限定ユニットを組んでいた。なお、吉岡とはレースクイーン：マリオレーシングギャルズでも同期だった。なお、「ミイラン」については契約を巡ってトラブルが発生している[16]。

## プロレス活動
プロレス『ハッスル』の地上波放送で進行役を務めたことが縁で、2004年12月の『ハッスル・ハウス クリスマススペシャル』（12月24日、後楽園ホール）より、悪役集団「高田モンスター軍」のナンバー2であり、同時に高田アマゾネス軍（モンスター軍の女子部門）のトップであるインリン様として登場。入場テーマ曲はモーリス・ラヴェルの『ボレロ』。

### インリン様
インリン様はM字ビターン（M字開脚による洗脳）のスキルはきわめて高いものの、プロレス的意味における格闘技のスキルが無いために、「体の一部」として鞭の使用が許可されている。『ハッスル7』（2005年2月11日、愛知県体育館）で、6人タッグマッチながら小川直也との異色の対決が実現、デビュー戦にして小川からM字固めでピンフォールを奪って勝利した。同年7月の『ハッスル11』（7月15日、大阪府立体育会館）では川田利明ともタッグマッチで戦い、こちらはM字固めを回転エビ固めで返されピンフォールを奪われたものの、直前に投げ放った「体の一部である鞭がロープにかかっていた」として奇跡的なロープブレイク・無効試合の裁定が下っている。その後、『ハッスル・マニア2005』（11月3日、横浜アリーナ）ではHGとの6人タッグマッチが組まれた。結果はHGがインリン様をHG三角絞めで失神させフォール勝ちし、「インリン様」は黄泉の国に旅立った。
それから暫く姿を消していたインリン様は、『ハッスル・ハウス クリスマススペシャル 涙のラストM字ビターン』（2005年12月25日、後楽園ホール）にて「この世界で使えるM字パワーが底をついた」と引退を宣言、ロープにムチを掛けると『さよならの向こう側』に乗せて山口百恵のようにリングを去っていった。なお、この大会で、「インリン様が最後の力を振り絞って産み落とした卵であるイン卵様から孵化した生命体が、日本のプロレス界を根こそぎ壊滅させるだろう」と高田総統は断言した。
プロレスラーとしてのインリンは受け身の一つも取れず、レスラーとはとても言えたものではないことは事実である。しかし「インリン様」というキャラクターをとことん演じきり、なおかつ出場した3試合全てで大会のメインイベントを務めたかと思えば、同時にM字開脚によって「暇で（異性に）もてない」プロレスファンを洗脳するという、WWEに於けるディーヴァの役割を担っていたと言える。ちなみに彼女がリングサイドで他の試合を優雅な椅子に座り観戦する事を「インリン様がご覧になる試合」、略してイン覧試合といった。そのキャラクターの徹底ぶりや、屈強なプロレスラーを向こうに回しての大立ち回りという話題性、そして僅か一年という短い期間で電撃的な引退という印象的な活動をもって、単なる色物としてではなく、れっきとしたプロレスラー「インリン様」として評価するファンも少なくない。
マスコミにもそれは評価され、東京スポーツ新聞社主催「2005年度プロレス大賞」にて「プロレス話題賞」を受賞している。

### ニューリン様
その後、興行や会見で披露される度に鶏卵大〜1メートル超にまで成長を続けた（通常、卵は産み落とされてから大きくなる事はない）イン卵様だが、『ハッスル16』（2006年4月20日、大阪府立体育会館）のメインイベントにおいて孵化、インリンはイン卵様から生まれたニューリン様としてハッスルのリングに再登場。生後5分強？にして母の敵であるHGから勝利を奪った。また、この試合は（インリン様から通算して）自身初のシングルマッチであり、鋭いミドルキックを放ったり器用に丸め込んだりと、より戦闘的で凶暴なキャラクターに生まれ変わったという設定を表現するためにトレーニングを積んできた様子がうかがえる。
ニューリン様は母であるインリン様と比較して粗暴なキャラクターという設定であり、より攻撃的なファイトスタイルや下品な言葉遣いが特徴。コスチュームもピンヒールから動きやすいブーツになり、卵生であるが故に鳥類の羽をモチーフにした意匠がうかがえる。しかし粗暴なキャラは対外アピール向きではないとの判断からか、記者会見やイベント等には母であるインリン様が登場する場合が多い。
なおニューリン様はイン卵様の中に居た頃に、外部から何らかの衝撃を受けた影響で額に傷を負っており、その傷を隠すために顔半分を覆うマスクを着用している。その傷はモンスター軍が勝利する度に癒えていくという設定である。
『ハッスル18』（7月9日、パシフィコ横浜 国立大ホール）のメインイベントで高田総統に反旗を翻しモンスター軍を離脱。その原因は、額の傷が高田総統によるものだと知ったためである。その後『ハッスル・ハウス17』（7月11日、後楽園ホール）でHGの呼び掛けに応えてハッスル軍に入団、ハッスルポーズとM字開脚を披露した。
『ハッスル・マニア2006』（11月23日、横浜アリーナ）では、6人タッグマッチでカイヤを撃破するも、高田総統の化身ザ・エスペランサーのレーザービターンを受け右胸が爆発、意識不明の重体のうえ乳輪を失ってしまった。

### 再びインリン様
2007年2月16日に都内で行われたハッスルの記者会見において、突如インリン様が復活。この直前に高田総統がハッスルを買収したことから、インリン様は「総統がハッスルを支配する以上、私がお手伝いするのは当然」と語り、3月に行われる『ハッスル・ハウス22』（3月15日、後楽園ホール）及び『ハッスル21』（3月18日、愛知県体育館）への参戦を発表した。なお、この際ニューリン様について「現在あるところに監禁されており、心変わりするまで外には出さない」とも語られた。（参考：）

### 新たなイン卵様・プロレス引退
2007年6月17日、『ハッスル・エイド2007』（さいたまスーパーアリーナ）においてグレート・ムタとの初対決が実現（インリン様&TAJIRI vs ムタ&RG）。魔界の住人相手に果敢に攻め込むも、M字固めを切り返された直後にM字パワーの源である股間へ毒霧を噴射され、ショックで失神KO。担架で運ばれる緊急事態となる（試合そのものはTAJIRIが3カウントを奪われて決着）。
その後7月11日の『ハッスル・ハウス26』に来場、深刻なダメージは無い事をアピールしM字ビターンを披露しようとしたが、リング上で突然つわりに襲われ病院へ直行。検査の結果「ご懐卵」である事が判明する。前回のニューリン様が遺伝子上の父親を持たない、いわばインリン様の完全なクローンであったのに対し、今回の新・イン卵様は稀代の大ヒール、グレート・ムタの遺伝子をも引き継いでいるという形でいわゆる「カブキ一族」としては初の女性形となるものと予想されていたが、8月18日の『ハッスル25』で生まれたのは曙に酷似したモンスター・ボノであり、インリンの化身ではなかった。
2008年5月24日、ハッスルを引退し、同時にプロレス活動休止。タレント・芸能活動に専念することになった。
2009年2月、ギャラの未払い分の支払いを求めてハッスルを提訴。このインリンの提訴がきっかけとなって、ハッスルの資金難が表面化することとなった。

## 出演番組
NHK総合
- ポップジャム（JOYTOY）

日本テレビ系
- 不幸の法則
- カミングダウト
- 行列のできる法律相談所
- 謎を解け!まさかのミステリー
- ザ!世界仰天ニュース
- 踊る!さんま御殿!!
- ダウンタウンDX（読売テレビ制作）
- ダウンタウンのガキの使いやあらへんで!!絶対に笑ってはいけない温泉宿一泊二日の旅in湯河原（2004年12月28日）
- 24時間テレビ 愛は地球を救う
- ザ!情報ツウ（と〜く!ツウ、植松晃士のファッションチェック）
- 中井正広のブラックバラエティ
- バリューナイトフィーバー（落下女）
- @サプリッ!
- 長井×さやか in ドグベガス
- 大笑点
- 卍くりぃむVS芸能人卍卍爆笑どっきり作戦卍
- シャル・ウィ・ダンス?〜オールスター有名人社交ダンス選手権〜
- 歌笑HOTヒット10
- ロンQ!ハイランド
- 芸恋リアル（読売テレビ制作）
- 極上!腹ぺこ旅レシピ
- ドラマ・コンプレックス「59番目のプロポーズ」
- ビートたけしのお笑いウルトラクイズ（2007年1月1日放送）
- 天才!志村どうぶつ園
- 汐留イベント部
- 抱きしめたいっ!（読売テレビ制作）
- 喰いタン（第9話ゲスト出演）
- 太田光の私が総理大臣になったら…秘書田中。
- オジサンズ11
- 左目探偵EYE
- 超豪華!!スタア同窓会
- 人生が変わる1分間の深イイ話
- ナカイの窓
- 有吉ゼミ
- 上田と女が吠える夜

TBS系
- 新すぃ日本語
- H2〜君といた日々（第2話のみの特別出演）
- 細木数子×細木数子 貴女!それじゃ幸せになれないわよSP
- ドラゴン&ボールアワー
- あなた説明できますか?（毎日放送制作）
- オオカミ少年
- Goro's Bar
- うたばん
- 弁護士のくず（第7話ゲスト出演）
- 個人授業(プライベートレッスン)〜正しい和田アキ子の作り方〜（グラビア学講師）
- 明石家さんちゃんねる（美女ちゃんねる）
- 恋するハニカミ!（相手役：姜暢雄）
- ザ・ベストテン2003（イモ欽トリオと共演、病院という設定で、歌の途中からナースの格好で登場）
- 旅ずきんちゃん

フジテレビ系
- 森田一義アワー 笑っていいとも!
- 空飛ぶグータン〜自分探しバラエティ〜（関西テレビ制作）
- お台場明石城
- 芸能人大集合!プロ野球珍プレー好プレー・大宴会スペシャル
- ダウンタウンなう

テレビ朝日系
- 東京I指令
- 愛のエプロン
- ロンドンハーツ
- 笑いの金メダル（朝日放送制作）
- 霊感バスガイド事件簿
- はるか17
- クイズプレゼンバラエティー Qさま!!
- 指名手配
- 三竹占い
- アドレな!ガレッジ
- 草野☆キッド
- くりぃむナントカ
- アメトーーク
- 中居正広のミになる図書館

BS朝日
- クイズ!人生ゲーム

テレビ東京系
- 開運!なんでも鑑定団
- ぶちぬき
- 田舎に泊まろう!
- 中山道
- 元祖!でぶや
- いい旅・夢気分
- やりにげコージー
- 豪腕コーチング
- サイコラッ!
- メン☆ドル 〜イケメンアイドル〜
- ヨソで言わんとい亭〜ココだけの話が聞ける(秘)料亭〜
- ソレダメ!〜あなたの常識は非常識!?〜

ローカル番組
- channel a（tvk）
- ハッスルシリーズ（インリン様）（東海テレビ）
- 少年チャンプル（中京テレビ）
- 行け!内山水産（テレビ愛知）
- 快傑えみちゃんねる（関西テレビ)
- ジャイケルマクソン（毎日放送)
- トミーズのはらぺこ亭（関西テレビ）
- あさパラ!（読売テレビ)
- みかさつかさ（毎日放送）
- ムハハnoたかじん（関西テレビ）
- インリンのM時ですョ!→ドM時デスョ!（サンテレビ）
- 今夜もハッスル（サンテレビ）
- らくらぶR（KBS京都）
- 世紀末TV 倫理の谷間（KBS京都）

など

## 舞台
- あり得ない島へ
- LDK vol.3

## インターネット番組
- コイカツ 恋愛ノウハウトークライブvol.2（マシェリバラエティ マシェバラ 2010年8月17日）

## 映画
- ヴァプリキー（2003年）ぶんか社
- LOVE DEATH
- 歌謡曲だよ、人生は
- 電影版 獣拳戦隊ゲキレンジャー ネイネイ!ホウホウ!香港大決戦（2007年） - ミランダ 役
- インリン・ジョーンズクリサヘル滝川の王国（2008年）-インリンジョーンズ役
- インリン ジョーンズVS超ウレテリャ16穴兄弟（2008年）-インリンジョーンズ役
- ララピポ (2009年)

## 出版物
- 愛のエロテロリズム（アメーバ・ブックス 自身のブログと書き下ろしエッセイ、未公開セルフ・ポートレイト等

## CM
- スパワールド（関西ローカル、吉岡美穂・赤松寛子と共演）
- 買取りまっくす（関西ローカル インリン・モンロー名義。インリン出演のサンテレビ『ドM時デスョ!』の筆頭スポンサー）

## 写真集
- 焔の時代の物語
- 月刊インリン・オブ・ジョイトイ
- 造反有理
- 臨床実験
- 上海黄浦路20号
- 最終闘争
- ミールのM
- Woo Rin Yan
- インカーネーション
- ショータイム
- 垠凌侵略:1996ｰ2002（2002年12月1日、ぶんか社）
- 性戯ノ見方（2005年6月1日、アスペクト）
- M cacumei!!革命（2006年5月1日、ぶんか社）
- インリンメガトンボックス（ネット写真集インリンメガトンボックス）（小学館）
- インリン・オブ・ジョイトイ写真集　すべて今の時ゎ最後の時～最終話（講談社）

## DVD
- ニカグダ
- 月刊インリン・オブ・ジョイトイ 血ト汗ト汁（監督：望月六郎）
- 紅色奴隷
- 闘争開始
- 非武装地帯
- 月刊インリン・オブ・ジョイトイ II
- ベスト オブ レースクイーン集団　Marioレースクイーンギャル（2001年8月、ソフト・オン・デマンド）共演：吉岡美穂、榎木らん、ほか
- インリン　with〜wish@yinling（2002年1月17日、ポニーキャニオン）

## 漫画
- GUNDRAGON Σ（寺沢武一作のCG、写真を組み合わせて作画された漫画。インリンはヒロインを演じている）

## ゲーム
- michigan - 本人役（本人の写真なども登場する）
- 龍が如く 見参! - 滝の煩悩 役

## CD
特記なきは「JOYTOY」名義。

### マキシシングル
- 堕落のбашня（バーシニャ）（2005年11月30日発売 / ビクターエンタテインメント / 規格品番：VICL-35931）
- Are U Wake Up （Sham-Poo TV mix） / SUPER★BEST TRANCE V（2006年4月5日発売 / avex trax / 規格品番：AVCD-17834 ）

### アルバム
- 愚民の恋（2003年12月25日発売 / ビクターエンタテインメント / 規格品番：VICL-62722（通常版）、VIZL-102（限定版））
- 愛ゎまぼろし（2005年12月16日発売 / ビクターエンタテインメント / 規格品番：VICL-61842）

### その他
- Be My Lover!! - DJ KAORI feat.Yinling of JOYTOY with DOBERMAN INC（2004年12月16日発売 / ビクターエンタテインメント / 規格品番：VICL-35770）
- Are U Wake Up ? - Yinling of JOYTOY vs. Takeshi Kongochi / SUPER★BEST TRANCE THE BEST（2005年12月7日発売 / avex trax / 規格品番：AVCD-17784-5）
- Can't Undo This !! 2006 - Sham-Poo feat. Yinling of JOYTOY / SUPER★BEST TRANCE VI（2006年7月26日発売 / avex trax / 規格品番：AVCD-17978/B）
- One More Time （4 Skips vs. Floorbreaker Club mix） - Daft Punk / SUPER★BEST TRANCE VII（2007年1月17日発売 / avex trax / 規格品番：AVCD-23127）
- 中国語ジャーナル

## PV
- 餓鬼レンジャー『MONKEY 4』（出演当時、内容が過激と判断されたため、マクドナルドでの放送が途中で中止になった。）
- JOYTOY『堕落のバーシニャ』

## ライヴ
- JOYTOY ライヴツアー2005〜2006（全国クラブ等約50回）